# Héctor Ramos (calciatore 1990)
Héctor Omar Ramos Lebrón (Maunabo, 4 maggio 1990) è un calciatore portoricano, attaccante del Metropolitan FA.